# Bier in Namibia

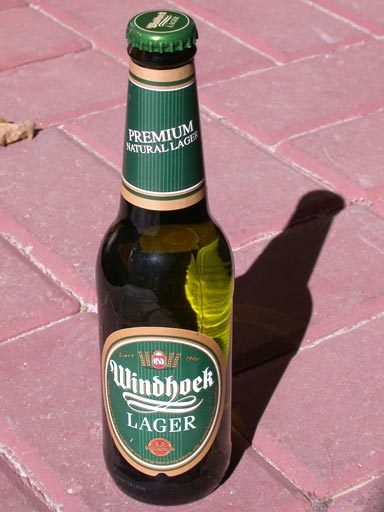
Windhoek Lager

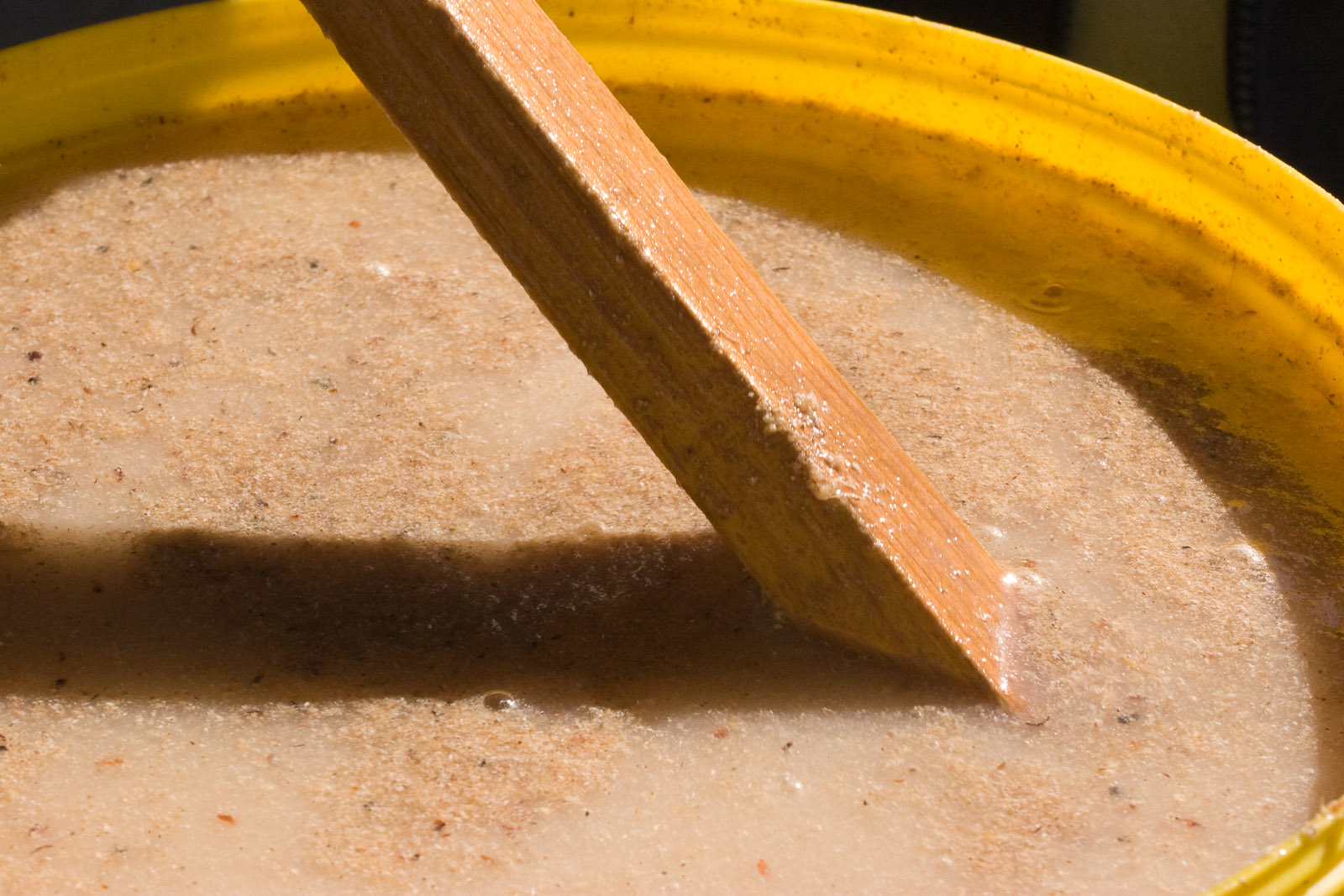
Oshikundu

Dieser Artikel beschäftigt sich mit dem Bierbrauen und der Geschichte des Getränks Bier in Namibia. Hierbei wird sowohl auf traditionelle bierähnliche Getränke und die vorkoloniale Zeit eingegangen als auch Bier im europäischen Sinne im Zuge der Kolonialisierung Namibias.

## Geschichte

### Vorkoloniale Zeit
Namibia hat eine lange Tradition des Hausbrauens, bei der Bier ein zentrales Getränk ist. Diese Tradition begann nicht erst mit der Ankunft europäischer Siedler, sondern existierte bereits davor in Form von traditionellem Bier. Berichte von Reisenden und Missionaren belegen, dass fast alle ethnischen Gruppen in Namibia eine reiche Trinkkultur hatten, so berichtete der europäische Entdecker Hendrik Wikar, bereits 1779 von einer Familie der San, die Bier braute.
Bier spielte eine zentrale Rolle in der Kultur der Oshivambo, die verschiedene Biersorten herstellten. Der Brauprozess war komplex und wurde über Jahrhunderte perfektioniert. Das Brauen waren überwiegend den Frauen vorbehalten, und Bier war ein wichtiges Getränk in jedem Haushalt. Das hausgebrautes Bier war vergleichsweise gesund und diente auch als Mittel zur Bewältigung von schlechter Wasserqualität, darüber hinaus hatte es auch eine wichtige rituelle Funktion. Diese Traditionen bestehen bis heute fort, insbesondere in ländlichen Gebieten und Townships wie Katutura. Zu den traditionellen Bieren zählt das seit Generationen gebraute Oshikundu und Tombo.

### Ankunft europäischer Siedler
Nach der Einrichtung des deutschen Protektorats 1884 erlebte das heutige Namibia einen großen Zustrom europäischer Siedler. In Zuge dessen wurde eine Vielzahl von Gütern aus Deutschland importiert, darunter auch Bier. Trinken war die Hauptfreizeitaktivität der Siedler, von denen die meisten Männer waren. Statistiken aus dem Jahr 1903 zeigen den hohen Alkoholkonsum: Ein Drittel aller Unternehmen in Deutsch-Südwestafrika waren mit Alkoholhandel verbunden, und in Windhoek gab es eine Bar für jeweils 41 Siedler.
Der Import von Bier war jedoch keine langfristige Lösung, um den Durst der neuen Bewohner von Deutsch-Südwestafrika zu stillen. Das importierte Bier war stark und dunkel, um die lange Seereise zu überstehen, aber für das heiße und trockene Klima der Kolonie ungeeignet. Zudem war der Import teuer und die Nachfrage schwer vorhersehbar. Bald wurde klar, dass eine andere Lösung notwendig war: die Siedler standen kurz davor, ihre eigenen Brauereien im Gebiet zu gründen.

### Die ersten Brauereien
Die Standorte der ersten formalen Brauereien in Namibia lassen sich durch drei Schlüsselfaktoren erklären, die für eine erfolgreiche Bierbrauen notwendig sind: das Vorhandensein von Abnehmern, die Verfügbarkeit von Wasser und Transportmittel. Auf dieser Grundlage entwickelten sich Swakopmund, Omaruru und Windhoek zu einflussreichen Braustädten.
Swakopmund markierte den Beginn der kommerziellen Brauindustrie Namibias. Die Swakopmunder Brauerei von Rudolph Jauch eröffnete Anfang 1900 als wahrscheinlich erste formale Brauerei und verkaufte das Bier Bavaria-Bräu. 1912 wurde die Kronenbrauerei von Johann Heuschneider gegründet. Das Wasser in Swakopmund hatte einen hohen Salzgehalt und musste vor der Verwendung destilliert werden.
Windhoek war das Zentrum der Brauaktivitäten. Zu Beginn des 20. Jahrhunderts entstanden in Windhoek zwei Brauereien: die Schmidt Brauerei und die Felsenkellerbrauerei. 1912 fusionierten beide Unternehmen zur Felsenkellerbrauerei A.G., die Fusion führte zur Gründung der größten Industrieanlage in der Kolonie.
In Omaruru entstanden auch Brauereien, im Gegensatz zu den Brauereien in Swakopmund und Windhoek fehlen jedoch Jahresberichte und Archivdokumente. Die Felsenkellerbrauerei in Windhoek hatte Pläne, eine Brauerei in Omaruru zu eröffnen, um die Siedler im nördlichen Teil des Protektorats mit Bier zu versorgen. Das Unternehmen kaufte zwei Grundstücke und errichtete 1917 eine Brauerei.

### Erster Weltkrieg und dessen Auswirkungen
1914 wurde Deutsch-Südwestafrika als Folge des Ersten Weltkriegs von südafrikanischen Truppen angegriffen. Dies hatte mehrere Auswirkungen auf das Braugewerbe im Land. Zum einen hatten die Brauereien Schwierigkeiten, Brauzutaten wie Hopfen und Malz aus Europa zu importieren. Zum anderen wurden Brauereien teilweise von südafrikanischen Truppen besetzt, darüber hinaus kam es auch zum Diebstahl von Gütern und zu Beschädigung des Eigentums der Brauereien. 1915 wurde Deutsch-Südwestafrika von Südafrika besetzt, und die deutsche Kontrolle über die Kolonie endete offiziell.
Nach der schwierigen Kriegsphase konnten sich nur wenige Brauereien halten. Insbesondere die zwei größten Brauereien sind hierbei erwähnenswert: die Kronenbrauerei mit Standorten in Swakopmund und Windhoek sowie die Felsenkellerbrauerei mit Standorten in Windhoek und Omaruru. Beide Unternehmen versuchten, ihren Marktanteil zu erhöhen, was zu einer Rivalität, welche mitunter sogar in den Zeitungen ausgetragen wurde und zur Bezeichnung eines „Bierkrieges“ führte. Die Rivalität endete mit dem Zusammenschluss beider Unternehmen und ihrer Standorte: der Kronen Brauerei (Swakopmund), und der Klein Windhoek Brewery (Klein Windhoek), sowie der Felsenkeller Brewery (Windhoek) und der Omaruru Brewery (Omaruru). Da sie als Einzelunternehmen zunehmende unter den schwierigen wirtschaftlichen Bedingungen litten, wurden die Brauereien 1920 von den Deutschnamibiern Carl List und Hermann Ohlthaver aufgekauft und zur Südwestbrauerei (heute Namibia Breweries), der ersten kommerziellen Großbrauerei, zusammengeführt. Das Unternehmen wurde offiziell am 29. Oktober 1920 gegründet.

### Ein sich wandelnder Biermarkt (1920–1970)
Das Jahr 1920 markiert den Beginn einer neuen Ära auf dem namibischen Biermarkt, die stark durch die Einrichtung Südwestafrikas als Mandatsgebiet Südafrikas beeinflusst wurde. Das Mandatsabkommen wurde am 17. Dezember 1920 in Genf unterzeichnet und das Kriegsrecht endete formell am 1. Januar 1921. Zu diesem Zeitpunkt wurde Südafrika die offizielle Mandatsmacht für Namibia. Artikel 3 des Mandatsabkommens befasste sich ausschließlich mit Alkohol und hatte tiefgreifende Auswirkungen auf die kommenden Jahrzehnte: Der Verkauf von berauschenden Spirituosen und Getränken an die einheimische Bevölkerung wurde verboten. Die Liquor Licensing Proclamation vom 15. Januar 1920 schuf einen umfassenden rechtlichen Rahmen für die Absichten des dritten Artikels des Mandatsabkommens.
1922 und 1928 gründeten sich weitere Brauereien: die Union Brewery (1922) in Windhoek und die Hansa Brewery (1928) in Swakopmund.
Die 1920er und 1930er Jahre waren von schwerer wirtschaftlicher Depression geprägt. Nach der Niederlage der deutschen Truppen und des Mandats durch Südafrika wurde das Geschäftsklima schwierig. Viele Deutsche mussten das Gebiet verlassen, während die deutsche Bevölkerung den Hauptmarkt für die Brauereien darstellte. Die Situation verschärfte sich durch die weltweite Wirtschaftskrise der 1930er Jahre. Die Brauer hatten Mühe, über die Runden zu kommen. Die Depression führte zu einem „beträchtlichen Rückgang“ des Bierkonsums. Die South West Breweries musste die Brauereien in Omaruru und Swakopmund schließen und konzentrierte ihre Produktion auf Windhoek. Die Preise für Zutaten, Flaschen und Maschinen verdoppelten sich, während die Verbrauchssteuer sich vervierfachte.
Durch den Zweiten Weltkrieg konnten die Brauereien keine Rohstoffe aus Deutschland mehr beziehen, da dies als Handel mit dem Feind galt. Die Spannungen zwischen den deutschen und burischen Siedlern verschärften sich, und die südafrikanische Verwaltung fürchtete einen deutschen Aufstand. Die Regierung beobachtete die Brauereien mit großem Misstrauen, da diese hauptsächlich Deutsche beschäftigten und wirtschaftlich mit Deutschland handelten.

#### Problematische Alkoholgesetze
Der Staat war sehr stark mit dem Alkoholgesetz und seinen Auswirkungen beschäftigt. So machten in den 1950er in Windhoek Alkoholdelikte 57,6 % aller Strafsachen und 89,4 % aller Geldstrafen der einheimischen Bevölkerung aus. Der Staat fürchtete den Kontrollverlust und glaubte, dass die einheimische Bevölkerung nicht verantwortungsvoll mit Alkohol umgehen konnte, man befürchtete Arbeitsausfällen und Arbeitskräftemangel.
Die Gesetzgebung betraf die einheimische Bevölkerung nicht wie beabsichtigt. Die Lücke im Gesetz, die das Hausbrauen erlaubte, wurde stark ausgenutzt. Die Regierung reagierte mit harten Maßnahmen wie berüchtigten Alkoholrazzien. Gleichzeitig wurden Bierhallen eingeführt, in denen die Einheimischen unter staatlicher Aufsicht Bier trinken konnten. Diese Bierhallen verkauften eine Nachahmung von Kaffir-Bier, einem relativ billigen Getränk.

#### Die Veränderungen der 1960er Jahre
1966 startete der namibische Befreiungskampf. Im Jahr 1967 erwarb die Familie List die Mehrheit der Anteile an den South West Breweries. Die Unternehmensgeschichte war bis dahin von Familienkämpfen geprägt, bei denen mehrere wohlhabende Familien versuchten, die Kontrolle über das Brauereiunternehmen zu erlangen. Im Zuge von zunehmender Konkurrenz durch südafrikanische Brauereien kaufte die South West Breweries im Jahr 1967 die Hansa Brewery, das letzte verbleibende Konkurrenzunternehmen im Gebiet Südwestafrikas.
Im Jahr 1968 schließlich wurde die Liquor Licensing Proclamation aufgehoben. Einheimischen war es nun erlaubt kommerzielles Bier im europäischen Stil zu kaufen. Dies führte zur Gründung Tausender illegaler Bars.
Bis zum Ausbruch des Bürgerkriegs in Angola 1975 waren Importe des Cuca-Bieres aus der angrenzenden portugiesischen Kolonie Angola besonders im Norden Namibias von einiger Bedeutung. Die bis heute in Namibia verbreiteten Cuca Shops, wo illegal Alkohol ausgeschenkt wird, erhielten daher ihren Namen. Noch heute wird das Bier über den Grenzübergang Santa Clara/Oshikango in den Norden Namibias importiert.

### Transformation und Dominanz derSouth West Breweries, späterNamibia Breweries Limited(seit 1970)

#### Der Norden als neuer Absatzmarkt
Zu Beginn dieser Periode stand South West Breweries (SWB) vor einer neuen Situation. Zum ersten Mal in ihrer Geschichte wurde SWB von der Familie List kontrolliert, die die Mehrheit der Anteile besaß. Zudem war es das einzige kommerzielle Brauunternehmen im Land, nachdem es die Hansa Brewery übernommen hatte, und konnte nun sowohl die schwarze als auch die weiße Bevölkerung bedienen, nachdem frühere gesetzliche Beschränkungen aufgehoben worden waren. Die Zukunft sah jedoch nicht besonders rosig aus, insbesondere wegen des Bestrebens der South African Breweries (SAB), in den namibischen Markt einzutreten, und der sich anbahnenden Unabhängigkeit des Landes. Die beiden Unternehmen waren in der Zeit in einem hart umstrittenen Wettbewerb um den Markt.
Der Bürgerkrieg in Angola, der 1975 ausbrach, veränderte die Dynamik. Er stoppte den massiven Schmuggel von Cuca-Bier und öffnete den Markt im bevölkerungsreichen Norden des Landes. Die SWB erhielt eine Transportlizenz für den Norden und ein völlig neuer Markt öffnete sich. Als Ergebnis wuchs die Produktion von der SWB enorm. Ein Beispiel war die Einführung des Wambo Lager, einer Flasche mit einem Logo aus Palmen und Text in Oshivambo, der gemeinsamen Sprache der Ovambo.

#### Neuausrichtung und Reinheitsgebot
Der unerwartete Zugang zum nördlichen namibischen Markt gab der South West Breweries (SWB) neuen Schwung und eine neue Richtung, um der Bedrohung durch die South African Breweries (SAB) standzuhalten. Alles begann mit dem Bau einer neuen Brauerei, die aufgrund der wachsenden Bierproduktion notwendig war. Die neue Brauerei ermöglichte eine neue Strategie, die auf Marktdifferenzierung durch das Reinheitsgebot basierte. 1981 begann das Unternehmen mit den Arbeiten an der neuen modernen Anlage im Northern Industrial Area von Windhoek. Die neue Brauerei wurde 1986 fertiggestellt und in Betrieb genommen.
Die Einführung des Reinheitsgebots hatte drei Hauptvorteile: Die Biere konnten nun in das Premium-Qualitätssegment des Marktes eingeordnet werden, was die Produkte von den Getränken der SAB unterschied. Zweitens sprach der Fokus auf reinem Bier eine aufkommende Gruppe von Verbrauchern an, die einen „gesünderen“ Lebensstil bevorzugten. Drittens sparte das Reinheitsgebot eine beträchtliche Menge an Verbrauchssteuern und machte es daher einfacher, die Biere ins Ausland zu exportieren.

#### Namibias Unabhängigkeit
Der Weg zur Unabhängigkeit Namibias war mit Unsicherheiten für das ganze Land verbunden, aber auch für die SWB. Die Brauerei hatte zunächst eine ambivalente Haltung gegenüber der bevorstehenden Unabhängigkeit, sah aber später den politischen Wandel als Chance, ihre Identität als Unternehmen zu erneuern. Mit der Unabhängigkeit im Jahr 1990 wurde aus der South West Breweries die Namibia Breweries Limited (NBL), welche eine neue namibische Identität annahm. Mit dem neuen Namen und der neuen Identität des Unternehmens änderte sich auch das visuelle Erscheinungsbild. Das Reiterdenkmal verschwand aus dem Logo und wurde durch ein Logo ersetzt, das der neuen namibischen Flagge ähnelte.

#### Wettbewerb zwischenNamibia Breweries Limited (NBL) undSouth African Breweries (SAB)
SAB strebte nach Marktanteilen in Namibia, dem Heimatland der Namibia NBL. Am Ende des 20. Jahrhunderts besaß SAB mehr als neunzig Prozent des südafrikanischen Biermarktes – mit Ausnahme von Namibia. Seit der Unabhängigkeit im Jahr 1990 versuchte SAB, eine Braulizenz von der Regierung zu erhalten. SAB schlug 1994 eine 100-Millionen-Dollar-Brauerei in Ovamboland vor. Der namibische Handels- und Industrieminister Hidepo Hamutenya gab ihr jedoch keine Chance auf Erfolg und die Regierung lehnte den Antrag ab. Erst im September 2014 konnte eine Brauerei der SAB in Okahandja in Betrieb genommen werden. Dort werden drei Biere produziert (Carling Black Label, Castle Lite und Castle).
Die NBL hingegen war dringend auf Marktanteile in Südafrika angewiesen, dem Heimatland von SAB, da der lokale Biermarkt in Namibia auf Grund der geringen Bevölkerungsanzahl relativ begrenzt ist. NBL machte sich in Südafrika außergewöhnlich gut, mit einem jährlich steigenden Export.

#### Internationalisierung und strategische Partner
Nach Umwandlung in Namibia Breweries Limited suchte NBL neue Partner, um das internationale Wachstum zu fördern. 1992 begann eine Zusammenarbeit mit Holsten. Ein wichtiger Wandel erfolgte 1996, als NBL an der namibischen Börse notiert wurde, mit der Ohlthaver & List Group als kontrollierendem Aktionär.

## Heutige Situation
Namibisches Bier wird heute noch (Stand Juni 2025) fast ausschließlich nach dem Reinheitsgebot von 1516 gebraut.
Seit Mitte der 2000er Jahre wird namibisches Bier in viele Staaten der Erde exportiert. In Südafrika erfreut es sich, trotz großer lokaler Konkurrenz durch SABMiller, ebenfalls großer Beliebtheit. Craft Beer ist auch in Namibia seit einigen Jahren zunehmend beliebter.
2017 war Namibia das Land mit dem fünfthöchsten Bierkonsum weltweit. 2022 lag Namibia mit einem Verbrauch pro Kopf von 90,8 Liter auf Rang 10 in der Welt.
2021/22 wurden 1,8 Millionen Hektoliter Bier gebraut, womit Namibia beim Bierausstoß auf Weltrang 84 lag.

## Brauereien
- Desert Lager – 2019 gegründet
- Namib Dunes Craft Brewery – 2017 gegründete Mikrobrauerei in Swakopmund
- Namibia Breweries (NBL) – 1920 gegründet, 2023 von Ohlthaver & List (O&L) an Heineken verkauft
  - Camelthorn Brewing – 2008 gegründet und 2014 von Namibia Breweries aufgekauft
  - Hansa Brauerei – 2005 geschlossen (war Teil von NBL)[43]
- Roof of Africa Craft Brewery – 2018 in Windhoek gegründet
- Skeleton Coast Brewery – 2018 gegründete Mikrobrauerei in Henties Bay
- Swakopmund Brewing Company – 2015 gegründete eigenständige Mikrobrauerei (O&L)
- Tholch – 2017 gegründete Mikrobrauerei in Windhoek